# Tafjordfjeldene
Tafjordfjeldene er et bjergområde i Møre og Romsdal fylke (kommunerne Stranda, Rauma og Norddal) og Oppland (Skjåk kommune) i Norge. De to højeste bjerge er Puttegga (1.999 moh.) og Karitinden (1.982 moh.). Navnet kommer af Tafjord ved den inderste fjordarm (Tafjorden) som går ind mod bjergområdet. Ålesund-Sunnmøre Turistforening har hytter og vedligeholder løjper i området. Den største hytte ligger i Reindalen. Området afgrænses mod vestaf fylkesvej 63, mod syd af Ottadalen (riksvej 15) og mod nord af Romsdalen og Langfjelldalen. Mod sydøst overlapper området dels med Reinheimen nationalpark.
Tafjord Kraft udnytter faldhøyder og nedbørsområdet til kraftproduktion. En række søer er reguleret til magasin og lange tunneler fører vandet frem til vandkraftværkerne.

## Eksterne kilder og henvisninger
1. ↑  "Tafjordfjella - Område - UT.no". Arkiveret fra originalen 3. september 2016. Hentet 10. marts 2017.

- Turforslag til Tafjordfjella på DNT og NRKs nettsted ut.no Arkiveret 3. september 2016 hos  Wayback Machine